# إنجريد موسى
انجريد موسى (بالإنجليزية: Ingrid Moses)‏ (من مواليد 15 يوليو 1941 في آوريش، ألمانيا) وهي أكاديمية أسترالية ومديرة سابقة للجامعة وأستاذة فخرية في جامعة كانبيرا. بعد مسيرة مهنية أكاديمية طويلة في أستراليا، شغلت انجريد موسى منصب مستشارة لجامعة كانبيرا بين عامي 2006 و 2011.

## حياتها
درست انجريد موسى في جامعة إرلنغن نورنبيرغ وتخرجت في عام 1965 وحصلت على "DiplSozWirt" وهو ما يعادل درجة الماجستير في العلوم الاجتماعية. هاجرت إلى أستراليا في عام 1966 وتخرجت من جامعة كوينزلاند وحصلت على ماجستير الآداب عام 1978 ؛ مع دبلوم الدراسات العليا في التعليم العالي من كلية دارلينغ داونز للتعليم المتقدم في عام 1980 ثم أكملت الدكتوراه من جامعة جنوب كوينزلاند في عام 1986.
من عام 1977 إلى عام 1988 كانت مساعدة للدراسات العليا ومحاضرة في معهد التعليم العالي بجامعة كوينزلاند. كانت مديرة مؤسِّسة لمركز التعليم والتدريس في جامعة التكنولوجيا في سيدني بين عامي 1988 و 1993، وأستاذة التعليم العالي من عام 1990. كما كانت نائبة المستشار في جامعة كانبيرا. من مايو 1993 إلى يونيو 1997 ومن 1 يوليو 1997 حتى 7 يناير 2006 كانت نائبة المستشار في جامعة إنجلترا الجديدة في أرميدال، نيوساوث ويلز. بعد تعيينها كمستشارة للجامعة في كانبيرا، خلفت انجريد موسى ويندي ماكارثي الذي شغل المنصب لمدة عشر سنوات. عندما كانت مستشارة، تم منحها لقب أستاذة متفرغة في عام 2006.
حصلت على ميدالية المئوية على مساهمتها في التعليم الريفي في عام 2003، وحصلت على الزمالة الفخرية من المجلس الأسترالي للقيادات التعليمية، 2005، ثم منحتها شركة DLitt الفخرية للإسهام في أبحاث التعليم العالي والعمل الدولي، جامعة ولاية كاليفورنيا، ساكرامنتو، 2003. وزميلة في الكلية الأسترالية للمعلمين ACE لعام 1997، وزميلة لجمعية البحث في التعليم العالي، 2003، وحصلت على دكتوراه في الآداب من جامعة UTS في عام 2003.
كانت رئيسة الرابطة الدولية لرؤساء الجامعات IAUP من 2002 إلى 2005 ؛ وعضوة لمجلس جامعة جنوب المحيط الهادئ، 2000-2006 ؛ وعضوة المجلس لجامعة الأمم المتحدة، 1995-2201، ورئيسة لـ (Counc9il) لعام 1998-1999؛ وعضوة مجلس إدارة لوكالة جودة الجامعات الأسترالية، 2001-2207 ؛ وعضوة للمجلس الاستشاري الإقليمي الثاني والثالث للمرأة لنائب رئيس الوزراء.
عند تقاعدها، كانت ناشطة في مجموعة من المنظمات الاجتماعية والثقافية والديكوسيسية.
تزوجت انجريد موسى من المؤرخ جون أ. موسى وهي أم للمؤرخ ديرك موسى ورولف موسى، الرئيس التنفيذي لجمعية القانون في كوينزلاند.

## الجوائز والتقدير
- الميدالية المئوية، 2001 «للخدمة في التعليم الريفي».[5]
- وسام أستراليا «من أجل الخدمة المتميزة في التعليم العالي من خلال مناصب الإدارة الأكاديمية العليا في الجامعات الأسترالية، ومجموعة من المنظمات المجتمعية والكنسية». (2018)[6]